# Robbinsville
Robbinsville is een plaats (town) in de Amerikaanse staat North Carolina, en valt bestuurlijk gezien onder Graham County.

## Demografie
Bij de volkstelling in 2000 werd het aantal inwoners vastgesteld op 747.
In 2006 is het aantal inwoners door het United States Census Bureau geschat op 721, een daling van 26 (-3,5%).

## Geografie
Volgens het United States Census Bureau beslaat de plaats een oppervlakte van
1,2 km², geheel bestaande uit land. Robbinsville ligt op ongeveer 659 m boven zeeniveau.

## Plaatsen in de nabije omgeving
De onderstaande figuur toont nabijgelegen plaatsen in een straal van 36 km rond Robbinsville.